# Cheelenahalli, Gauribidanur
Cheelenahalli là một làng thuộc tehsil Gauribidanur, huyện Kolar, bang Karnataka, Ấn Độ.